# Brunflo
För andra betydelser, se Brunflo (olika betydelser).

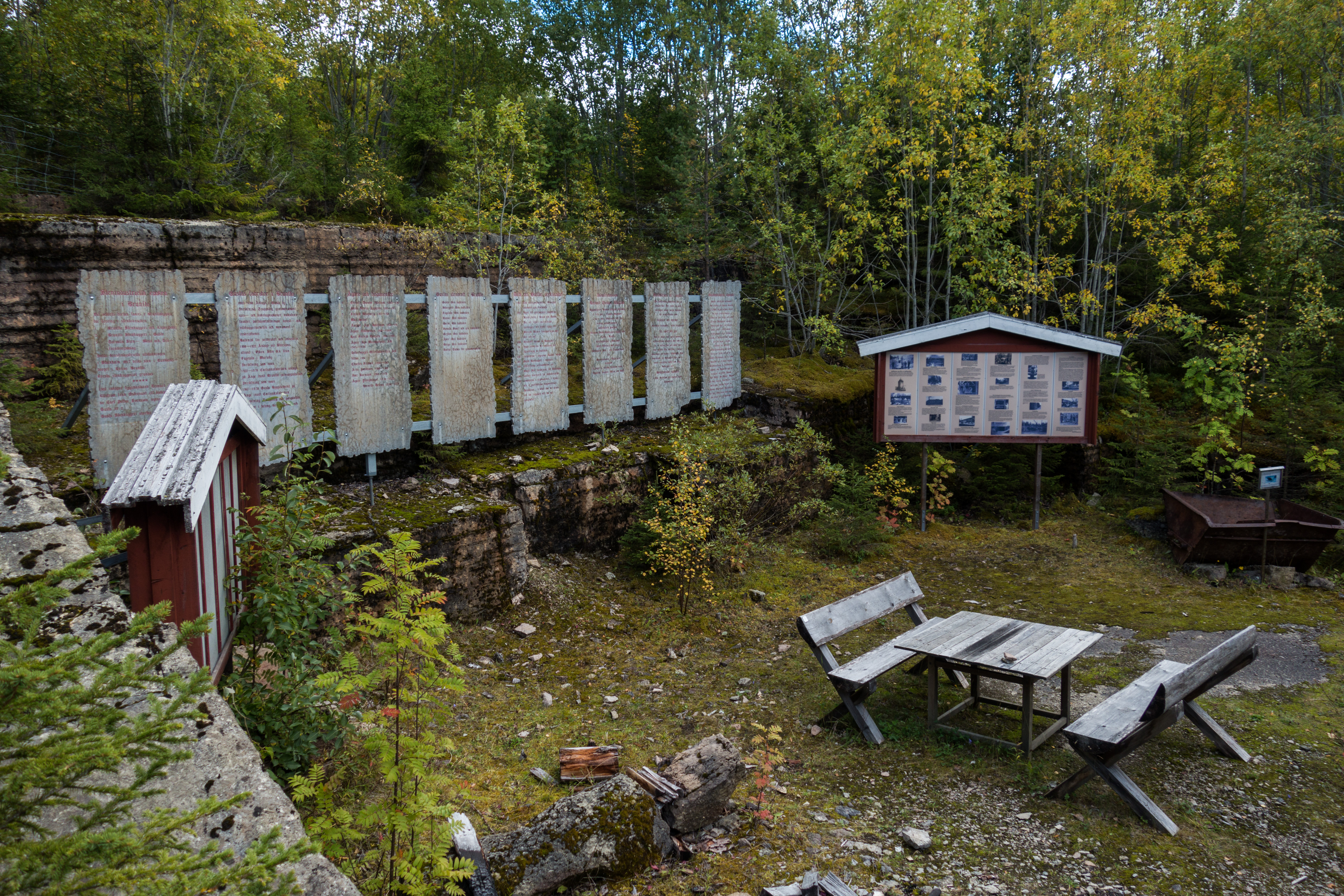
Gusta stenmuseum

Brunflo (uttal /brunnflo/) är en ort i Östersunds kommun och kyrkbyn i Brunflo socken. Orten räknades tidigare som en egen tätort men utgör istället sedan 2015 en del av tätorten Östersund med totalt omkring 50 000 invånare. Brunflo ligger cirka 16 kilometer sydost om Östersunds centrum (stadsdel Staden), i inre delen av Brunfloviken av Storsjön och var tidigare Jämtlands näst största tätort.   

## Namnet
År 1324 skrevs ortnamnet Brunnflo, vilket antas vara en sammansatt pluralform av ordet brunn i betydelsen "källa", med efterledet flo efter "sank myr". Historiskt har med detta avsetts flera källsprång. Bland dessa har funnits en Sankt Olofskälla norr om kyrkan.

## Geografi
I Brunflo finns det fyra stadsdelar:
- Södergård

- Backen

- Änge

- Viken

## Befolkningsutveckling
| Befolkningsutvecklingen i Brunflo 1960–2010 | Befolkningsutvecklingen i Brunflo 1960–2010 | Befolkningsutvecklingen i Brunflo 1960–2010 | Befolkningsutvecklingen i Brunflo 1960–2010 | Befolkningsutvecklingen i Brunflo 1960–2010 |
| ------------------------------------------- | ------------------------------------------- | ------------------------------------------- | ------------------------------------------- | ------------------------------------------- |
|                                             |                                             |                                             |                                             |                                             |
| År                                          |                                             |                                             | Folkmängd                                   | Areal (ha)                                  |
| 1960                                        | 1960                                        |                                             | 1 132                                       |                                             |
| 1965                                        | 1965                                        |                                             | 1 611                                       |                                             |
| 1970                                        | 1970                                        |                                             | 2 380                                       |                                             |
| 1975                                        | 1975                                        |                                             | 3 460                                       |                                             |
| 1980                                        | 1980                                        |                                             | 4 658                                       |                                             |
| 1990                                        | 1990                                        |                                             | 4 216                                       | 280                                         |
| 1995                                        | 1995                                        |                                             | 4 286                                       | 284                                         |
| 2000                                        | 2000                                        |                                             | 3 935                                       | 284                                         |
| 2005                                        | 2005                                        |                                             | 3 916                                       | 284                                         |
| 2010                                        | 2010                                        |                                             | 3 890                                       | 285                                         |
|                                             |                                             |                                             |                                             |                                             |

## Samhället
Brunflo består av byarna Södergård, Backen, Viken och Änge.[källa behövs] Tidigare var orten ett stationssamhälle med tidstypisk bebyggelse.
Brunflo kyrka och kastal ligger strax utanför centrum. Kastalen kan räknas till norra Sveriges märkligare byggnadsverk från medeltiden, 1100-talet. Under 1600-talets många krig kom kastalen även att nyttjas som försvarsverk, 1644, då strider rasade kring kyrkan och lagmansgården, som låg 500 meter norr om kyrkan. Jämtlands lagmansgård Hagnastadha är från folkvandringstiden och kom under medeltiden att bli säte för alla lagmän i Jämtland fram till 1645, då Jämtland blev ett svenskt landskap.

## Kommunikationer
Till Brunflo kan man resa med lokaltåg från Östersund och Sundsvall och under delar av året även med Inlandsbanan från Östersund och Mora. Förutom lokala bussar från Östersund går det även fjärrbussar från Sundsvall, Mora och Stockholm. E45 och E14 passerar genom orten.

## Näringsliv
Den lokala industrin har under en längre tid dominerats av brytningen av den lokala ordovisiska jämtlandskalkstenen. Gusta stenmuseum skildrar Brunflos tradition att bryta kalksten.